# Польський інститут кіномистецтва
Польський інститут кіномистецтва — державна юридична особа, створена в Польщі у 2005 році для підтримки розвитку кінематографії.

## Діяльність
Інститут діє на основі Закону від 30 червня 2005 року про кінематографію, Закону від 9 листопада 2018 року про фінансову підтримку аудіовізуального виробництва та його статуту. Діяльність фінансується в основному за рахунок платежів телерадіомовників, цифрових платформ, кабельного телебачення, а також власників кінотеатрів та дистриб'юторів кіно. У 2019 році завдяки фінансуванню Польського інституту кіно було створено 40 художніх, 42 документальних та 22 анімаційних фільмів. Інститут також підтримує усі найважливіші кінофестивалі, що відбуваються у Польщі, кіноосвіту, розвиток кіно та міжнародну промоцію польської кінематографії.

## Завдання Польського інституту кіномистецтва
ПІК виконує завдання державної політики у галузі кінематографії, створюючи умови для розвитку польського кіновиробництва. Він надихає та підтримує розвиток усіх жанрів кіно, особливо художнього кіно, включаючи розробку, виробництво та розповсюдження фільмів. Інститут також підтримує діяльність, спрямовану на створення умов для загального доступу до досягнень польського, європейського та світового кіномистецтва.
Польський інститут кіно співфінансує проєкти у галузі розвитку, виробництва та розповсюдження фільмів, просування польської кінематографії та розповсюдження кінокультури, включаючи виробництво фільмів, здійснених польською громадою. Інститут надає експертні послуги органам державного управління, а також підтримує ведення кіноархівів. Він надає кожному фільму, який демонструється в кінотеатрі, індивідуальний ідентифікатор, опублікований на вебсайті Інституту в Інформаційному бюлетені.

## Організація та структура Польського інституту кіномистецтва
Керівними органами Інституту є директор Інституту та Рада Інституту.
Директор Польського інституту кіномистецтва відповідає за загальну діяльність Інституту. Використовуючи думки експертів, які оцінюють заявки, він приймає рішення про співфінансування кінопроєктів Польським інститутом кіно. Термін повноважень директора Інституту становить 5 років. З 8 грудня 2017 року Радослав Смігульський є директором Польського інституту кіно. 
Директори Польського інституту кіномистецтва: 
- Аґнешка Одорович 10.10.2005 — 10.02.2015
- Магдалина Срока 10.10.2015 — 10.9.2017
- Ізабела Кішка-Хофлік 16 жовтня 2017 р. — 7 грудня 2017 р
- Радослав Смігульський від 12.08.2017

Рада складається з 11 членів, кінематографістів, кінопродюсерів, профспілкових діячів, що працюють у галузі кінематографії, кінотеатрів, дистрибуторів, телерадіокомпаній, операторів кабельного телебачення та цифрових платформ. Члени Ради Інституту призначаються Міністром культури та національної спадщини на трирічний термін.
Склад Ради Інституту на термін 2017—2020: 
- Рафал Вечінський — голова
- Йоанна Шиманська — віце-президент
- Томаш Дамбровський — секретар спостережної ради
- Яцек Бромський
- Анджей Бубела
- Анджей Якимовський
- Матеуш Матишкович
- Ігор Островський
- Ярослав Шзода
- Кшиштоф Турковський
- Збігнев Смігродзкі

Діяльність Інституту контролюється Міністром культури та національної спадщини в обсязі, визначеному Законом, включаючи затвердження бізнес-плану та проєкту річного фінансового плану.

## Доходи інституту
Бюджет Польського інституту кіномистецтва складається в основному з платежів, які здійснюють телерадіомовники, цифрові платформи, кабельне телебачення, а також власники кінотеатрів та дистриб'ютори фільмів.
Джерелом доходів також є субсидія з бюджету міністра культури та національної спадщини.
Кошти, отримані Інститутом, підтримують кінематографію та витрачаються у формі субсидій, гарантій, позик, стипендій та премій. Інструментом для реалізації цієї підтримки є Операційні програми.

## Операційні програми Польського інституту кіномистецтва
Основним завданням Польського інституту кіно є забезпечення фінансування в рамках Оперативних програм на виробництво фільмів, освіту, сприяння розвитку кінокультури, розвиток кінотеатрів та міжнародну рекламу польської кінематографії. Оперативні програми є найважливішим інструментом для виконання статутних завдань Польським інститутом кіно — вони визначають обсяг державної допомоги, заявників, що претендують, та типи завдань. Програми також містять іншу інформацію.
У 2019 році Польський інститут кіномистецтва провів шість операційних програм: виробництво фільмів, кіноосвіта, сприяння розвитку кінокультури, популяризація польського кіно за кордоном, розвиток кінотеатрів, нагороди, експерти та інші.
У 2019 році директор Польського інституту кіно ухвалив рішення про співфінансування проєктів за всіма оперативними програмами на загальну суму 163 918 655 злотих.

## Комісія з відбору Оскара
Директор Польського інституту кіномистецтва призначає комісію з відбору Оскара, яка обирає кандидата на премію «Оскар» у номінації «Найкращий міжнародний художній фільм». Інститут також підтримує кампанію, що збільшує шанси фільму потрапити до шорт-листа Оскара.
Багаторічна діяльність Польського інституту кіномистецтва — підтримка польських постановок, фестивалів, оглядів та інших кіноініціатив, кіноосвіта, просування польської кінематографії за кордоном та розвиток кінотеатрів призвели до зростання відвідуваності кінотеатрів на польській виробництва
У 2020 році Польський інститут кіномистецтва був удостоєний премії польського кіно — «Орел», яку присуджує Польська кіноакадемія за «надзвичайний внесок у польське кіно».